# Miss Ohio USA

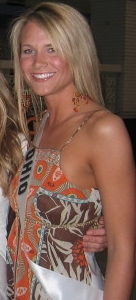
Stacy Offenberger, Miss Ohio USA 2006

A competição de Miss Ohio USA é o concurso de beleza destinado a eleger a representante do Estado de Ohio para o concurso Miss USA.
Ohio colecionou sucessos nas primeiras décadas do concurso Miss USA, mas não tem conseguido feitos semelhantes em anos recentes. Ohio é um dos 12 Estados a ter vencido a coroa de Miss USA por duas vezes (Sue Downey em 1965 e Kim Seelbrede em 1981).
Estas são algumas notáveis misses Ohio USA: a mais famosa delas é a atriz e vencedora do Óscar Halle Berry, segunda colocada no Miss USA 1986. Outras são Kim Mullen (2002), de Survivor: Palau; Melissa Proctor (1990), atual diretora dos concursos Miss Ohio USA e Miss Michigan USA e Lesa Rummell (1977), mãe da Miss Teen USA 2005, Allie LaForce.
Duas misses Ohio USA são ex-misses Ohio Teen USA que competiram no Miss Teen USA.

## Vencedoras
| Ano  | Nome                | Cidade            | Idade1 | Classificação no Miss USA | Premiações Especiais no Miss USA             | Notas |
| ---- | ------------------- | ----------------- | ------ | ------------------------- | -------------------------------------------- | --- |
| 2020 | Stephanie Miranda   | Campbell          | 26     |                           |                                              | |
| 2019 | Alice Magoto        | Cincinnati        | 21     | Top 10                    |                                              | Anteriormente Miss Ohio 2016 |
| 2018 | Deneen Penn         | Cortland          | 20     |                           |                                              | |
| 2017 | Dinaleigh Baxter    | Winchester        | 23     |                           |                                              | |
| 2016 | Megan Rae Wise      | Gallipolis        | 26     | Top 15                    |                                              | Competiu no Miss Ohio USA por 9 anos consecutivos antes de vencer o título                                                                                 |
| 2015 | Sarah Newkirk       | Columbus          | 25     |                           |                                              | |
| 2014 | Madison Gesiotto    | Massillon         | 22     |                           |                                              | |
| 2013 | Kristin Smith       | Dayton            | 21     | Top 10                    |                                              | |
| 2012 | Audrey Bolte        | Batavia           | 22     | 3ª colocada               |                                              | |
| 2011 | Ashley Caldwell     | Gallipolis        | 24     |                           |                                              | |
| 2010 | Amanda Tempel       | St. Bernard       | 19     |                           |                                              | |
| 2009 | Natasha Vivoda      | Youngstown        | 22     |                           |                                              | |
| 2008 | Monica Day          | Columbus          | 25     |                           | Miss Simpatia                                | |
| 2007 | Anna Melomud        | Richmond Heights  | 22     |                           |                                              | |
| 2006 | Stacy Offenberger   | Vincent           | 26     | 4ª colocada               |                                              | Anteriormente Miss Ohio Teen USA 1998 |
| 2005 | Aisha Berry         | Cincinnati        | 25     |                           |                                              | |
| 2004 | Lauren Kelsey Hall  | Wellston          | 20     |                           |                                              | |
| 2003 | Candace Smith       | Dayton            | 26     |                           |                                              | Participante de Survivor: Tocantins |
| 2002 | Kimberly Mullen     | Huber Heights     | 23     |                           |                                              | Participante de Survivor: Palau |
| 2001 | Amanda Canary       | Columbus          |        |                           |                                              | |
| 2000 | Cheya Watkins       | Cincinnati        | 26     |                           |                                              | Anteriormente Miss Ohio 1998 |
| 1999 | Melinda Miller      |                   | 25     | Semi-finalista            |                                              | |
| 1998 | Cynthia Madden      | Anderson Township |        |                           |                                              | |
| 1997 | Michelle Mouser     | Columbus          | 23     |                           |                                              | Anteriormente Miss Ohio Teen USA 1991 |
| 1996 | Melissa Boyd        | Massillon         | 22     |                           |                                              | |
| 1995 | Julia Hughes        | Grove City        | 22     |                           |                                              | |
| 1994 | Lisa Allison        | Columbus          |        |                           |                                              | |
| 1993 | Andrea Pacione      | Cleveland         |        |                           |                                              | |
| 1992 | Courtney Baber      |                   |        |                           |                                              | |
| 1991 | Amy Glaze           | Lucasville        |        |                           |                                              | |
| 1990 | Melissa Proctor     | West Chester      |        | Semi-finalista            |                                              | Atual diretora dos concursos Miss Michigan USA, Miss Michigan Teen USA, Miss Ohio USA e Miss Ohio Teen USA sob o nome de casada, Melissa Proctor-Pitchford |
| 1989 | Lisa Thompson       | Marion            |        |                           |                                              | |
| 1988 | Gina West           | Pickerington      |        |                           |                                              | |
| 1987 | Hallie Bonnell      | Akron             |        |                           |                                              | Mais tarde Mrs. Illinois America 2007 e vencedora do Mrs. Fotogenia no Mrs. America 2007 sob o nome de casada, Hallie Thompson.                            |
| 1986 | Halle Berry         | Cleveland         | 19     | 2ª colocada               |                                              | 4ª colocada no Miss Mundo 1986, atriz e vencedora do Academy Award, Miss Teen All American 1985                                                            |
| 1985 | Lisa Barlow         | Vandalia          |        |                           |                                              | |
| 1984 | Roxi Erwin          | Pickerington      |        |                           |                                              | |
| 1983 | Gina Gangale        | Youngstown        |        |                           |                                              | |
| 1982 | Lori Johnson        | Dayton            |        | 4ª colocada               |                                              | |
| 1981 | Kim Seelbrede       | Germantown        |        | Vencedora                 |                                              | Semi-finalista no Miss Universo 1981 |
| 1980 | Kim Thomas          | Circleville       | 20     |                           | Miss Fotogenia, Melhor Traje Típico Estadual | 2ª colocada no Miss Oktoberfest 1980 como Miss Cincinnati                                                                                                  |
| 1979 | Carolyn Houlihan    | Youngstown        |        |                           |                                              | |
| 1978 | Sheila Anderson     | Cincinnati        |        |                           |                                              | |
| 1977 | Lesa Rummell        | Paris             |        |                           |                                              | Mãe da Miss Teen USA 2005 Allie LaForce |
| 1976 | Karen Myers         |                   |        |                           |                                              | |
| 1975 | Sandra Kurdas       |                   |        |                           |                                              | |
| 1974 | Cheryl Youkvitch    |                   |        |                           |                                              | |
| 1973 | Jackie Urbanek      |                   |        |                           |                                              | foi Miss Ohio-World no concurso Miss World-USA 1974 |
| 1972 | Kathleen Kehlmier   |                   |        | 5ª colocada               |                                              | |
| 1971 | Karen Haus          |                   |        |                           |                                              | |
| 1970 | Jane Harrison       |                   |        | Semi-finalista            |                                              | Atriz, modelo e comentarista esportiva |
| 1969 | Marilyn Singleton   |                   |        |                           |                                              | |
| 1968 | Linda Pignatelli    | Toledo            | 20     |                           |                                              | assumiu o título com a renúncia da vencedora |
| 1968 | Linda Hoyle         |                   |        | Semi-finalista            |                                              | renunciou |
| 1967 | Phyllis Smith       |                   |        |                           |                                              | |
| 1966 | Karen Dietz         |                   |        | Semi-finalista            |                                              | |
| 1965 | Sue Downey          |                   |        | Vencedora                 |                                              | 3ª colocada no Miss Universo 1965 |
| 1964 | Gail Krielow        |                   |        | Semi-finalista            |                                              | Miss American Beauty 1965, título para a representante americana no concurso Miss Internacional, 2ª colocada no Miss Internacional 1965                    |
| 1963 | Gloria McBride      |                   |        |                           |                                              | |
| 1962 | Joan Colucy         |                   |        |                           |                                              | |
| 1961 | Alice Lou-Englemann |                   |        |                           |                                              | |
| 1960 | Corrine Huff        |                   |        | Semi-finalista            |                                              | |
| 1960 | Cathy Justice       |                   |        |                           |                                              | renunciou |
| 1959 | Marie Dicarlo       |                   |        |                           |                                              | |
| 1958 | Cindy Garrison      |                   |        |                           |                                              | |
| 1957 | Kathryn Gabriel     |                   |        | 5ª colocada               |                                              | |
| 1956 | Eleanor Wood        |                   |        | Semi-finalista            |                                              | |
| 1955 | Carol Hagerman      |                   |        |                           |                                              | |
| 1954 | Barbara Randa       |                   |        | Semi-finalista            |                                              | |
| 1953 | Eleanore Mack       |                   |        | Semi-finalista            |                                              | |
| 1952 | Margie Broering     |                   |        |                           |                                              | |

1 Idade à época do concurso Miss USA